# Arassari pestrý
Arassari pestrý (Pteroglossus torquatus) je velký pták z čeledi tukanovitých.

## Znaky

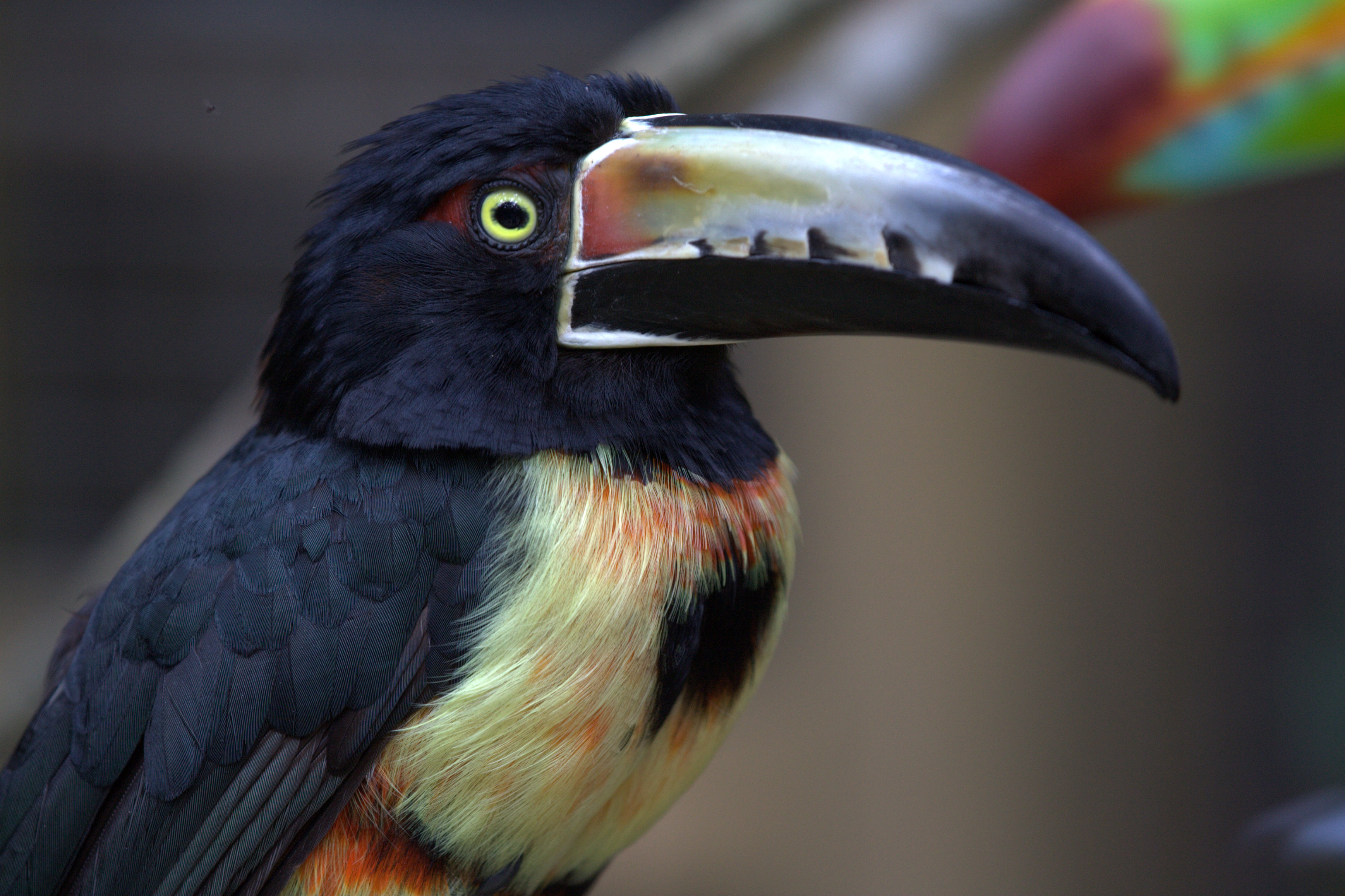
Arassari pestrý

Dorůstá 43–48 cm, je převážně tmavý s jasně červeným kostřcem, žlutou spodinou těla s výrazným tmavým pruhem a skvrnou, oranžovou neopeřenou kůží kolem očí a černo-žlutým zobákem. 

## Výskyt
Žije ve vlhkých lesích na území Belize, Kolumbie, Kostariky, Ekvádoru, Salvadoru, Guatemaly, Hondurasu, Mexika, Nikaraguy, Panamy a Venezuely.

## Chování
Žije v malých hejnech o 6-15 jedincích. Živí se převážně plody, ale požírá též hmyz či ptačí vejce. Hnízdí v dutinách stromů, kam klade 3 bílá vejce. Na jejich asi 16 denní inkubaci se pak podílí oba rodiče. Mláďata jsou opeřena ve věku asi 6 týdnů.